# مقاطعة مهرستان
مقاطعة مهرستان‌ (بالفارسية: شهرستان مهرستان) هي إحدى مقاطعات محافظة سيستان وبلوشستان في إيران. كان عدد سكان المقاطعة سنة 2006 حوالي 31,679 نسمة.